# Nothin' on You
Nothin' on You è il primo singolo estratto dall'album di debutto del rapper statunitense B.o.B, B.o.B Presents: The Adventures of Bobby Ray, eseguito in duetto con il cantante statunitense Bruno Mars. Una versione remixata del brano, cantata in collaborazione con Big Boi, è stata distribuita il 21 marzo 2010. Il singolo è stato certificato Platino negli Stati Uniti per aver venduto oltre 1 000 000 copie digitali. La canzone è stata scritta e prodotta da The Smeezingtons, un team di produzione discografica statunitense formato nel 2009 e composto dallo stesso Bruno Mars, Philip Lawrence e Ari Levine.
La canzone raggiunse la prima posizione sia della Billboard Hot 100 che della Official Singles Chart.

## Il brano
La canzone è stata scritta e prodotta da The Smeezingtons, un team di produzione discografica statunitense formato nel 2009 e composto dallo stesso Bruno Mars, Philip Lawrence e Ari Levine. I due cantanti nella canzone si rivolgono a una ragazza dicendo che potrebbero andare da tutte le ragazze del mondo ma che sarebbe inutile perché nessuna è come lei.

## Video
Le riprese del video musicale, affidate a Ethan Lader, sono state eseguite nella città di Los Angeles. Nel clip, presentato in anteprima il 9 marzo 2010, compaiono i due cantanti e una serie di ragazze, tra le quali si riconosce la modella Eugena Washington, una delle partecipanti all'America's Next Top Model, Cycle 7. Una di queste è anche la sorella dello stesso Bruno Mars, mentre un'altra è l'ex ragazza del cantante, Chanel Malvar.

## Formati e tracce
Promo CD single (USA)
1. Nothin' on You (Feat. Bruno Mars) (Main) – 4:25
2. Nothin' on You (Feat. Bruno Mars) (Instrumental) – 4:24
3. Nothin' on You (Feat. Bruno Mars) (Radio Edit) – 3:43

Digital Download
1. Nothin' on You (Feat. Bruno Mars) (Main) – 4:25

## Classifiche
| Classifica (2010) | Posizione massima |
| ----------------- | ----------------- |
| Australia         | 3                 |
| Austria           | 28                |
| Belgio (Fiandre)  | 44                |
| Belgio (Vallonia) | 40                |
| Bulgaria          | 14                |
| Canada            | 10                |
| Danimarca         | 24                |
| Europa            | 5                 |
| Germania          | 22                |
| Giappone          | 12                |
| Irlanda           | 7                 |
| Italia            | 11                |
| Nuova Zelanda     | 5                 |
| Paesi Bassi       | 15                |
| Regno Unito       | 1                 |
| Spagna            | 41                |
| Stati Uniti       | 1                 |
| Stati Uniti (Pop) | 5                 |
| Stati Uniti (R&B) | 5                 |
| Svezia            | 28                |
| Svizzera          | 28                |